# Les Sœurs Anderson
Les Sœurs Anderson (Perfect Sisters), ou Sœurs parfaites au Québec, est un film thriller dramatique canadien réalisé par Stanley M. Brooks, sorti en 2014.
Le scénario est inspiré du roman de Bob Mitchell The Class Project-How to Kill a Mother, lui-même inspiré de l'affaire Linda Andersen (en).

## Synopsis
Rongées par l'alcoolisme, les déboires financiers et sentimentaux répétés de leur mère Linda, (notamment sa dernière relation avec Steve, un avocat alcoolique lui aussi), deux sœurs, Sandra et Beth, décident de la tuer. Elles espèrent ainsi protéger leur petit frère Bobby, et vivre comme une vraie famille à l'abri du besoin en ayant enfin une vie meilleure. Mais leur acte va avoir tout l'effet contraire.

## Fiche technique
- Titre original : Perfect Sisters
- Titre français : Les Sœurs Anderson
- Titre québécois : Sœurs parfaites
- Réalisation : Stanley M. Brooks
- Scénario : Fab Filippo et Fab Filippo, d'après le roman de Bob Mitchell The Class Project-How to Kill a Mother
- Musique : Carmen Rizzo
- Décors : Scott Rossell
- Costumes : Noreen Landry
- Montage : Robin Katz
- Photographie : Stéphanie Weber-Biron
- Production : Juliette Hagopian - Stan & Deliver Films
- Société de production : Julijette Inc.
- Société de distribution : Gravitas Ventures
- Pays de production :  Canada
- Langue originale : anglais
- Format : couleur
- Genre : thriller, drame
- Durée : 98 minutes
- Dates de sortie :
  - États-Unis / Canada : 11 avril 2014

## Distribution
- Abigail Breslin (VF : Zina Khakhoulia) : Sandra
- Georgie Henley (VF : Camille Donda) : Beth
- Mira Sorvino (VF : Danièle Douet) : Linda
- Jeffrey Ballard (VF : Yoann Sover) : Justin
- Zoë Belkin (VF : Clara Baradat) : Ashley
- James Russo (VF : François Siener) : Steeve Bowman
- Zak Santiago (VF : Fabien Jacquelin) : l'inspecteur Santiago Gates
- Spencer Breslin : Derek, le cousin
- Jeff C. Ballard : Justin
- Jonathan Malen (VF : Benjamin Gasquet) : David
- Rusty Schwimmer (VF : Anne Plumet) : Tante Martha
- Stephen James : Donny
- Maria Stephenson Kerr : Sheila
- Chris Sigurdson (VF : Charles Borg) : Walter
- Caleb Peterson et Braden Peterson : Bobby
- Sarah Constible : la femme de l'officier de police
- Ed Sutton : le procureur
- Robert Huculak : l'avocat
- Frank Adamson : le juge
- Judith F. Lyons : l'agent de l'aide à l'enfance
- Rachael Henley : Sandra petite
- Laura Henley : Beth petite

 Source et légende : version française (VF) sur RS Doublage